# Vita Sidorkina
Vitalina "Vita" Sidorkina (russe : Вита Сидоркина), née le 20 mars 1994, est un mannequin russe.

## Jeunesse
Vita Sidorkina est née et a grandi à Khabarovsk. En 2011, elle déménage à New York, âgée de dix-sept ans alors, pour devenir un mannequin. Elle entame sa carrière la même année, en défilant lors de la Fashion Week de New York.

## Carrière
En 2011, Sidorkina est apparue dans des publicités pour Rebecca Minkoff et dans Oyster" ainsi que sur la couverture de la Revue française des Modes. Au cours de la saison 2011, elle défile pour Hermès, Moncler Gamme Rouge, Rebecca Minkoff ou Tory Burch.
En 2012, elle pose pour L'Officiel-Singapour et en couverture d'Alexis et Elle.
En 2013, elle a été en vedette dans Creem.
En 2014, elle a posé pour l'édition italienne de Vanity Fair. Depuis cette année, elle pose pour la marque de lingerie Victoria's Secret et sa ligne « Pink ».
En 2015, elle défilé lors du Victoria's Secret Fashion Show. La même année, elle apparait dans des éditoriaux pour le Marie Claire espagnol, Dressed to Kill, Teen Vogue, Papier et Telva, ainsi que dans les publicités pour BCBG Max Azria, Spinelli Kilcollin et Gauchers.